# 堀河康隆
堀河 康隆（ほりかわ やすたか、1836年3月31日（天保7年2月15日） - 1896年（明治29年）1月2日）は、幕末の公家。明治期の政治家、華族（子爵）。位階および勲等は従二位・勲三等。右大臣・岩倉具視は兄にあたる。

## 生涯
従二位に叙せられた父・堀河康親卿と、正二位に叙せられた勧修寺経逸卿の女である母・吉子の子として天保7年2月15日に生まれる。正三位に叙せられた兄堀河親賀の養子となる。父や兄とともに廷臣八十八卿の1人に数えられる。
姉の堀河紀子が孝明天皇の寵愛を受けて皇女を儲けたために、元治元年3月（1864年）、侍従に抜擢された。明治維新後も兄の岩倉具視が右大臣を務めたため、康隆も江戸期から30年に渡り侍従を務め、宮中において重きをなした。
1883年、兄親賀の子で、康隆の養子となっていた康政が卒去。そのため堀河子爵家は康隆の没後は、子の護麿が継ぐこととなった。
日清戦争の際には、広島市の大本営に従軍した功により勲三等を授けられた。明治28年12月24日病にかかり、翌年1月2日式部官に任ぜられ、同日薨去。享年60。戒名は隆宏徳院殿。祭資幣帛を賜り、1月5日青山霊園に葬られた。子爵家は護麿、康文と続いたが、康文が戦死したため家は断絶した。それにより墓所は無縁墳墓に指定され、2023年撤去された。